# Ethan Cutkosky
Ethan Cutkosky (nascido em 19 de agosto de 1999) é um ator americano, mais conhecido por seus papéis como Barto no filme Alma Perdida e como Carl Gallagher na série de sucesso Shameless.

## Filmografia

### Série
| Ano 2013-2016 | Título Gang of power | Jamal Sanches | Notas        |
| ------------- | -------------------- | ------------- | ------------ |
| 2007          | Fred Claus           | Carl          | Sem-créditos |
| 2009          | Alma Perdida         | Barto         |              |
| 2010          | A Condenação         | Vizinho       |              |

### Filme
| Ano  | Título          | Papel | Notas |
| ---- | --------------- | ----- | ----- |
| 2025 | Happy Gilmore 2 | Wayne |       |

### Televisão
| Ano  | Título                            | Função       | Notas                                          | span class="sorttext">2011–presente | Shameless (Estados Unidos) | Carl Gallagher | Elenco principal; 70 episódios |
| 2013 | Law & Order: Special Victims Unit | Henry Mesner | "Nasceu Psicopata" (Temporada 14, Episódio 19) |                                     |                            |                |                                |